# Eva K. Anderson

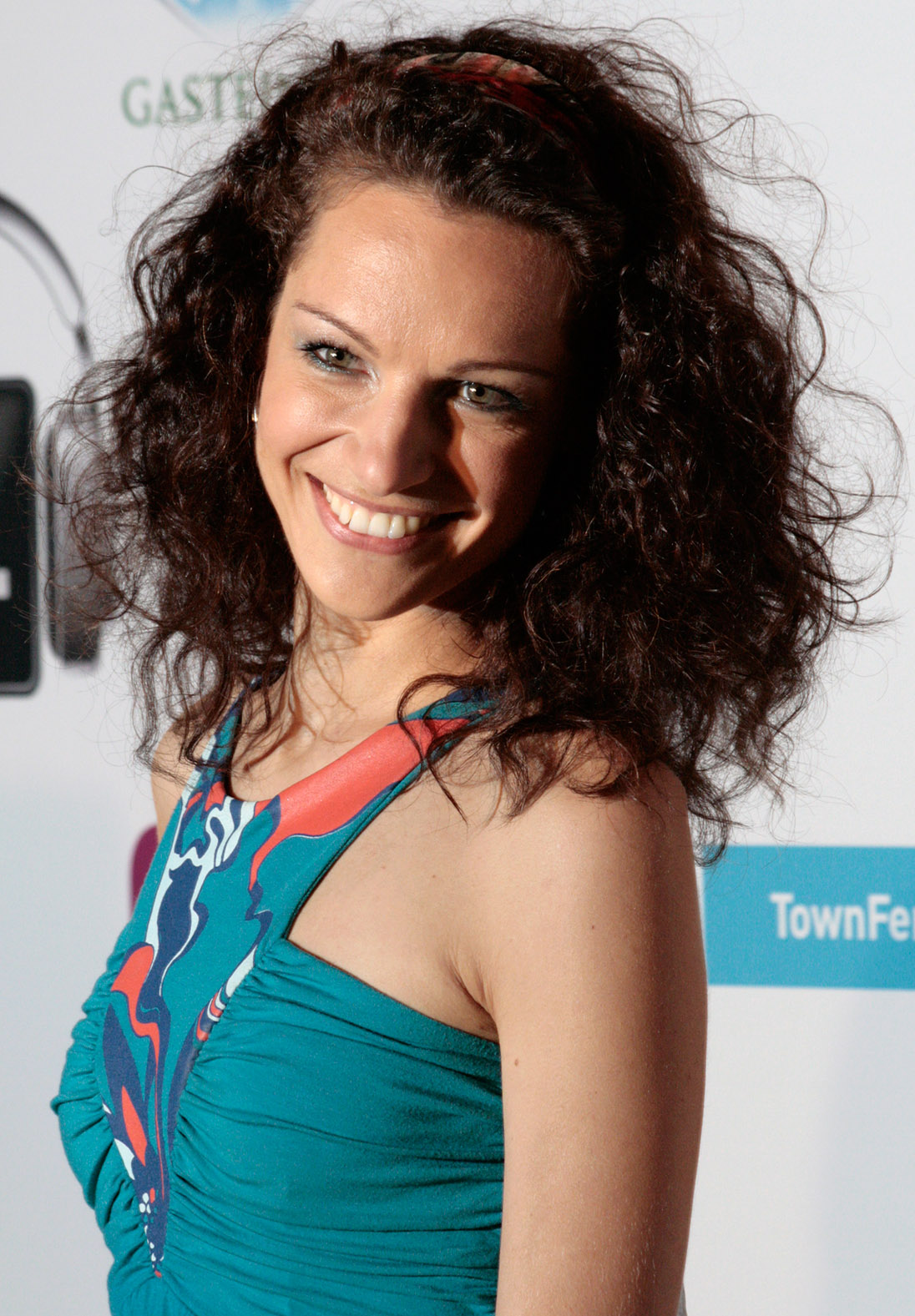
Eva K. Anderson bei den Amadeus Austrian Music Awards im September 2009

Eva K. Anderson (* 1. Juli 1977 in Leoben als Eva Kraus) ist eine österreichische Singer-Songwriterin. Bekannt wurde sie unter anderem als Co-Komponistin und -Texterin von Ich lebe (Christina Stürmer) und als Teilnehmerin des Ö3 Soundcheck 2008.

## Leben
Bereits in ihrer Kindheit beschäftigte sich Anderson mit Musik. Sie sang und spielte mehrere Instrumente, unter anderem Blockflöte und Gitarre. Während ihres Studiums der Wirtschaftswissenschaft an der Wirtschaftsuniversität Wien zu Beginn der 2000er-Jahre nahm sie Gesangsunterricht und lernte ihren späteren musikalischen und privaten Partner Harald Hanisch kennen. 2006 veröffentlichte Eva K. Anderson ihr Debütalbum God is Singing, ein Jahr später erschien ein zugehöriges E-Book, das den Longplayer in einem Märchen erzählt. Ende 2008 erreichte Anderson den dritten Platz beim Ö3 Soundcheck. Kurze Zeit später veröffentlichte sie bei edel music die Single Fortune Teller, die in die Charts einstieg. 2009 folgte das Album Fortune Teller und die Single A Sound of Silence.
Im Herbst 2010 wurde Eva K. Anderson für die Österreichische Vorentscheidung zum Eurovision Song Contest 2011 nominiert, konnte jedoch nicht in die Top 3 aufsteigen.

## Diskografie

### Alben
- 2006: God is Singing
- 2009: Fortune Teller
- 2013: Go with the Flow

### Singles
- 2009: Fortune Teller
- 2009: A Sound of Silence
- 2010: Run for Princess
- 2011: I Will Be Here